# Petja (žensko ime)
Petja je žensko osebno ime.

## Izvor imena
Ime Petja je različica imena Petra. Peter.

## Pogostost imena
Po podatkih Statističnega urada Republike Slovenije je bilo na dan 31. decembra 2007 v Sloveniji število ženskih oseb z imenom Petja: 140. Med vsemi ženskimi imeni  je ime Petja po pogostosti uporabe uvrščeno na 493. mesto.

## Osebni praznik
V koledarju je ime Petja skupaj z imenom Petra oziroma Petrom.